# Миљевићи (Завидовићи)
Миљевићи су насељено мјесто у Босни и Херцеговини, у општини Завидовићи, које административно припада Федерацији Босне и Херцеговине. Према попису становништва из 2013. године, у насељу је живјело 109 становника, а према попису становништва из 1991. у насељу је живјело 727 становника.

## Становништво
| Националност       | 1991.        | 1981.        | 1971.        | 1961. |
| Срби               | 615 (84,58%) | 697 (90,63%) | 635 (86,04%) |       |
| Муслимани          | 99 (13,61%)  | 18 (2,34%)   | 95 (12,87%)  |       |
| Југословени        | 9 (1,24%)    | 45 (5,85%)   |              |       |
| Хрвати             | 4 (0,55%)    | 7 (0,91%)    |              |       |
| остали и непознато |              | 2 (0,26%)    | 8 (1,08%)    |       |
| Укупно             | 727          | 769          | 738          | '     |

| Демографија | Демографија | Демографија |
| Година      | Становника  | Становника  |
| ----------- | ----------- | ----------- |
| 1961.       | 719         |             |
| 1971.       | 738         |             |
| 1981.       | 769         |             |
| 1991.       | 727         |             |